# Triple A (estudio)
Triple A Co., Ltd. (株式会社Triple A Kabushikigaisha Triple A?) es un estudio de animación japonés establecido en 6 de diciembre de 2002, cuyo negocio principal es la planificación y producción de animación.

## Historia
En 2002, era una compañía de producción de animación establecida como subsidiaria de XEBEC. Es el estudio doméstico más grande en el trabajo de mudanzas, y el nombre de la empresa es "Triple A" (AAA) como representación de las iniciales de "Andy's Animation Association". Originalmente al estar establecida sus proyectos sub-contratados era por el arte, la fotografía e inspección como negocio principal, pero desde el año 2003 también ha logrado ser el productor principal de anime
Dado que XEBEC vendió las acciones de Triple A en el año fiscal que finalizó en mayo de 2005, la relación de capital con XEBEC (I.G Port Group) dejó de existir. Además, en el mismo año, el departamento de acabado se escindió y se estableció la sociedad limitada iseriA, pero en 2010 comenzaron los procedimientos de quiebra.
En mayo de 2009, se estableció C2C Co., Ltd. como una subsidiaria. El nombre de la compañía significa "Challenge To Challenge". Después de eso, la producción emprendida se realiza bajo el nombre de "C2C" a partir del mismo año.

## Filmografía

### Anime
| Título                                             | Año de estreno | Coproducido con                         |
| -------------------------------------------------- | -------------- | --------------------------------------- |
| Last Exile                                         | 2003           | Gonzo                                   |
| Saiyuki                                            | 2003           | Pierrot                                 |
| Sōkyū no Fafner                                    | 2004           | XEBEC                                   |
| Mahō Sensei Negima!                                | 2005           | XEBEC y XEBEC M2                        |
| Mär Heaven                                         | 2005           | SynergySP                               |
| Eyeshield 21                                       | 2005           | Studio Gallop                           |
| Capeta                                             | 2005           | Studio Comet                            |
| Elemental Gelade                                   | 2005           | XEBEC                                   |
| Zoids: Genesis                                     | 2005           | Shogakkan Music & Digital Entertainment |
| Kouchuu Ouja Mushiking ~Mori no Tami no Densetsu~  | 2005           | TMS Entertainment                       |
| Idaten Jump                                        | 2005           | Trans Arts                              |
| School Rumble                                      | 2006           | Studio Comet                            |
| Night Head Genesis                                 | 2006           | Actas                                   |
| Government Crime Investigation Agent Zaizen Jotaro | 2006           | Trans Arts                              |
| Shijō Saikyō no Deshi Ken'ichi                     | 2006           | TMS Entertainment                       |
| Tokimeki Memorial Only Love                        | 2006           | Anime International Company             |
| Saint October                                      | 2007           | Studio Comet                            |
| Kaze no shōjo Emir                                 | 2007           | TMS Entertainment                       |
| Dino Rey                                           | 2007           | Sunrise                                 |
| Kōtetsu Sangokushi                                 | 2007           | Picture Magic                           |
| Tetsuko no Tabi                                    | 2007           | Group TAC                               |
| Mameushi-kun                                       | 2007           | TMS Entertainment                       |
| Spice and Wolf                                     | 2008           | Imagin                                  |
| Tetsuwan Birdy: Decode                             | 2008           | A-1 Pictures                            |
| Battle Spirits: Shounen Toppa Bashin               | 2008           | Sunrise                                 |
| Raibu On CARDLIVER Kakeru                          | 2008           | TMS Entertainment                       |
| To Aru Majutsu no Index                            | 2009           | J.C.Staff                               |

### OVA/ONA
| Título                     | Año de estreno | Episodios | Nota | Nota                          |
| -------------------------- | -------------- | --------- | ---- | ----------------------------- |
| Detroit Metal City         | 2008           | 12        | OVA  | Coproducido con STUDIO 4℃     |
| Penguin Musume Heart       | 2008           | 23        | ONA  | Coproducido con Picture Magic |
| Megumi                     | 2008           | 1         | ONA  |                               |
| Xam'd: Lost Memories       | 2008           | 26        | ONA  | Coproducido con BONES         |
| Yurumates                  | 2009           | 12        | OVA  |                               |
| Air Gear: Break on the Sky | 2011           | 3         | OVA  | Coproducido con Satelight     |

### Películas
| Título                                                        | Año de estreno | Coproducido con        |
| ------------------------------------------------------------- | -------------- | ---------------------- |
| Rockman.EXE Movie: Hikari to Yami no Program                  | 2005           | XEBEC                  |
| Crayon Shin-chan: The Legend Called: Dance! Amigo!            | 2006           | Shin-Ei Animation      |
| Crayon Shin-chan: The Storm Called: The Singing Buttocks Bomb | 2007           | Shin-Ei Animation      |
| Evangelion: 1.0 You Are (Not) Alone                           | 2007           | Khara                  |
| Sore Ike! Anpanman: Yousei Rinrin no Himitsu                  | 2008           | TMS Entertainment      |
| Evangelion: 2.0 You Can (Not) Advance                         | 2009           | Khara                  |
| Break Blade                                                   | 2010           | Production I.G y XEBEC |
| Towa no Quon                                                  | 2011           | BONES                  |
| Evangelion: 3.0 You Can (Not) Redo                            | 2012           | Khara                  |
| Hunter × Hunter: Phantom Rouge                                | 2013           | Madhouse               |
| Hunter × Hunter: The Last Mission                             | 2013           | Madhouse               |
| Puella Magi Madoka Magica: Rebellion                          | 2013           | Shaft                  |